# ヤマハ・MT-25
MT-25（エムティー ツーファイブ）は、ヤマハ発動機がインドネシアの現地法人であるPT. Yamaha Indonesia Motor Manufacturing（YIMM）で製造販売しているオートバイである。
本項では排気量320ccの同型車であるMT-03（エムティー ゼロスリー）についても記述する。

## 概要
ヤマハ発動機のMTシリーズ250ccクラスとして後述するMT-03と共に開発された。
＜大都会のチーター＞をコンセプトに開発し、「MT-09」「MT-07」など“MTシリーズ”共通のシャープで躍動感ある独創的なスタイリング。
「YZF-R3/R25」をプラットフォームに「MT-03」は320cc、「MT-25」は250ccのエンジンを搭載。
インドネシア市場向けに先行発売されたのち、日本国内仕様として MT-25が2015年10月10日に発売された。

## MT-25
エンジンは直列2気筒180°クランクで同社のYZF-R25/R3などに採用されている構造であるが、トルクの感覚を重視した『クロスプレーンコンセプト』に基づき完全に刷新されている。
水冷・直列2気筒・DOHC・4バルブ・FI（フューエルインジェクション）で、コンパクトな燃焼室内で混合気の縦渦（タンブル）を積極的に生成させ、素早い燃焼促進による優れた出力・トルク特性を引き出している。
高精度で作動する直押し式の吸排気バルブ、強度に優れた浸炭コンロッド、低振動に貢献するアルミ製鍛造ピストンなどを投入。
排気系には2-1のエキゾーストパイプとショートマフラーを採用、車体中央下部に寄せてコンパクトに配置することで重量マスの集中を図っている。
2017年12月にニューカラーとして「ディープパープリッシュブルーメタリックC」「マットグレーメタリック3」「マットブラック2」の3色展開として発売。

## MT-03
MT-03（エムティーゼロスリー）はヤマハ発動機のMTシリーズ320ccクラスとして前述するMT-25ともに開発された。2006年から2013年にかけてヤマハモーターイタリアが製造していたヤマハ・MT-03とは同名であるがまったく別のオートバイである。
インドネシア市場向けに先行発売されたのち、日本国内仕様として MT-03が2015年10月10日に発売された。
陸上自衛隊が警務用オートバイとして使用している。